# ROSE IS A ROSE
『ROSE IS A ROSE』（ローズ・イズ・ア・ローズ）は、1991年12月4日にパイオニアLDCから発売されたKATSUMI3枚目のオリジナル・アルバム。

## 解説
前作『ONE』に次いで40.8万枚のセールスを記録したヒット・アルバム。
シースルー・プリント・スリーブ・ケース仕様。初回生産特典でダブル・ヴィジュアル・カードが収載された。
デビュー・アルバムから続く三部作の締め括りである。タイトルの「ROSE IS A ROSE」はKATSUMIが高校3年生の頃、英語科の教師から教わった「A rose is a rose is a rose」（「バラはバラであって、バラである」の意）という格言から付けられている。
レーベル面にデジタル・レコーダーでマルチトラック録音後アナログ・レコーダーでトラック・ダウンを行ないマスタリングで再度デジタル・レコーダーを使用したことを意味する「DAD」が記されている。
近年では音楽配信サービスにて音源が入手可能。

## 収録曲
全曲　作詞：渡辺克巳／作曲：石川洋／編曲：武部聡志（特記以外）
1. Rose is a Rose
  - scene I〜Rose is a Rose
  - scene II〜Nothing But The Truth
  - scene III〜Fly Over Me 〜Proposition〜
    - 本作の表題曲であり、KATSUMI初の組曲的構成楽曲となっている。
    - ライブでは「scene I〜Rose is a Rose」と「scene II〜Nothing But The Truth」2曲が演奏されるのが恒例である。
    - 「Fly Over Me 〜Proposition〜」はadamによる歌唱。
2. Future Man
3. FREEDOM
4. In Your Eyes
  - 東映オリジナルビデオ「クライング フリーマン5 戦場の鬼子母神」主題歌
5. It's my JAL
  - 作曲：鈴木キサブロー／編曲：T-OUT
  - 5作目シングル。JALイメージソング
6. 明日なき愛 〜Still looking for that day〜
  - 6作目シングル『Come On』カップリング曲。
  - エンディングが異なるアルバム・ヴァージョンで収録。
7. COCOME ON （Continental Mix）
  - アルバム・ミックス・ヴァージョン。
  - 花王「ピュアエチュール」1991秋CFイメージソング
8. ダブル・フェイス
9. Come Over Here
10. Just time girl
  - 作曲：渡辺克巳・石川洋　編曲：是永巧一
  - 4作目シングル。花王「ピュアエチュール」1991春CFイメージソング
11. Fly Over Me 〜Conclusion〜
  - 1曲目「scene III〜Fly Over Me 〜Proposition〜」を武部聡志によるピアノ演奏で収録。
  - サブタイトル「Conclusion」は「Proposition」と対の意味になっている。